# محمود شهابی خراسانی
محمود شهابی خراسانی فیلسوف، فقیه، حقوقدان و استاد ممتاز در دانشگاه تهران بود. او در سالِ ۱۳۲۰ عضو هیئت علمی دانشکده حقوق دانشگاه تهران شد و تدریس اصول و قواعد فقه را آغاز کرد و در سال ۱۳۴۲رئیس گروه فقه و حقوق شد.

## زندگی و تحصیلات
شهابی، که به شهابی خراسانی هم معروف است، در روز یکشنبه ۳ مرداد ۱۲۸۲، در تربت حیدریه زاده شد. پدرش، عبدالسلام، ملقب به شهاب الدین، از دانشمندان روزگار خود و صاحب آثار زیادی بود. او دو کتاب به نام‌های راز عشاق و گنج نهفته نوشته‌است.
شهابی تحصیلات مقدماتی را در تربت حیدریه گذراند و در مدت شش ماه الفبا و تلفظ کلمات یک دوره کامل قرآن را آموخت. پس از فرا گرفتن مقدمات فارسی و عربی در سال ۱۳۳۲ قمری در سن یازده سالگی برای ادامهٔ تحصیل به مشهد و سپس اصفهان رفت. او مقدمات علوم دینی را زیر نظر ادیب نیشابوری، و علوم ادبی و فقهی دیگر را از محمدکاظم خراسانی و میرزا حسن موسوی بجنوردی آموخت و در سن ۲۵ سالگی به درجه اجتهاد رسید.

## تدریس در دانشگاه تهران
محمود شهابی در سال ۱۳۱۰ راهی تهران شد و در این شهر ماندگار شد. او در این شهر به تدریس علوم معقول و منقول در مدرسه عالی سپهسالار اشتغال داشت.
از هم‌دوره‌های او می‌توان به رضا حکمت، بدیع‌الزمان فروزانفر، محمدحسن شریعت سنگلجی، سید محمد سعادت مصطفوی، سید محمد مشکات و محمدتقی بهار ملقب به ملک‌الشعرابهار بودند که در آن زمان، پانزده نفر از این افراد، عضو شورای عالی فرهنگ بودند. شهابی نیز از زمره این افراد بود. بعد از افتتاح دانشگاه تهران در سال ۱۳۱۲ او دو رساله خود را به دانشگاه ارائه کرد و در سال ۱۳۱۳ به استادی این دانشگاه درآمد و برای تدریس در زمینه حقوق و علوم سیاسی به دانشکده حقوق دعوت شد و به تدریس فقه و حقوق پرداخت. رتبه محمود شهابی در دانشگاه تهران استاد ممتاز بود و نزدیک به نیم قرن به تدریس اشتغال داشت. در دوره دکترای الهیات، شهابی مدرس کتاب شفای ابن سینا بود. او در دانشگاه نظامی هم تدریس حقوق می‌کرد. برادر او علی اکبر شهابی نیز از مدرسین ادبیات و استادان دانشگاه بود. ‏
بارها از طرف حکومت وقت کارهایی از قبیل وزارت آموزش و پرورش به او پیشنهاد شد. یکی از پیشنهادها در زمان دولت ملی محمد مصدق بود. شهابی این کارها را نپذیرفت و پاسخ داد: «کاری که از من ساخته‌است، درس دادن و کتاب نوشتن است». همین‌طور شاید دو سه بار از طریق حکومت دعوت به ‏ سناتوری شد ‏ که آن را هم نپذیرفت. در اواخر حکومت پهلوی، نامه‌های متعددی از طرف وزارت دربار ارسال شده بود که می‌خواستند که شهابی عضویت «انجمن شاهنشاهی حکمت و فلسفهٔ ایران» را بپذیرد. مخصوصاً شهبانو فرح پهلوی چون از سجایای اخلاقی او شنیده بود، با وساطت سیدحسین نصر و علی‌اکبر شهابی، اصرار داشت و عاقبت او عضویت افتخاری آن انجمن را پذیرفت. شهابی چندین دوره در شورای دانشگاه تهران نمایندگی و در شورای عالی فرهنگ عضویت داشت. ‏ مدتی هم بنا به خواهش محمد علی هدایتی (وزیر دادگستری وقت) که از دوستان او بود، قاضی تجدید نظر محاکم شرعی بود که پس از مدتی به واسطه گرفتاری‌های زیاد علمی از آن استعفا کرد.

## جایگاه علمی
شهابی در علوم متنوع دارای اطلاعات وسیع بود. سید حسن امین نقل می‌کند که بدیع الزمان فروزانفر هر گاه مشکل علمی داشت آن را از محمود شهابی می‌پرسید. ‏
محمد حسین ساکت، نویسنده، مترجم و پژوهشگر، در باب منطق‌نگاری به زبان فارسی می‌گوید: «پس از زبان تازی بیشترین و گرانقدرترین نگاشته‌های علمی ادبی، به زبان فارسی بود و زبان توانمند پارسی به یاری نگارش و گسترش دانشها شتافت و تار و پود دانشهای منطق، ستاره‌شناسی و غیره را به دست استادان بافت.»
وی می‌گوید: «استاد شهابی خراسانی از پیشگامان منطق نگاری سره در عصر ما بود. نابودی پارس به دست اسکندر مقدونی سبب پراکنده شدن متون زرتشتی در سراسر جهان شد و یونانیان و مصریان دانش خود را از این متون گرفتند. ایرانیان گذشته از نگاشته‌های پزشکی در منطق و فلسفه هم آثاری را نوشته بودند و استاد شهابی از تأثیر اندیشه‌ورزی ایرانیان و یونانیان سخن گفته‌است.»
با بنیاد یافتن دانشگاه جندی شاپور به دست خسرو انوشیروان دانش‌های فلسفی به زبان پهلوی ترجمه شد. در آغاز جنبش ترجمه، آثاری در رشته‌های منطق و پزشکی به زبان تازی درآمد.
اهمیت منطق دربارهٔ سرشت منطق و پیوندش با فلسفه بود. نخستین کسی که در دانش منطق تغییراتی پدیدآورد و به آن اهمیت کلان داد ابن سینا بود.
محمد حسین ساکت می‌گوید: «منطق قدرت میزان استدلال درست از نادرست به کار می‌رود از این رو باید آن را هنر هنرها نامید منطق در پارسی پیشینه‌ای کهن دارد و ابن سینا در دانشنامهٔ علایی شاهکاری در این زمینه ایجادکرده و واژه‌های پارسی برای منطق آفرید.»
شهابی نخستین کسی است که به نگارش به زبان فارسی دست زده‌است، خرد سنج مجموعه‌ای است که او در این زمینه پدیدآورد، ولی این مجموعه هیچگاه چاپ نشد (دست نوشته‌های منطقی خرد سنج در اختیار کتابخانه ملی قراردارد). او واژه‌های منطقی به زبان پارسی را از دانشنامه علایی گرفت و پاره‌ای از آنها را خود آفرید و سپس کتاب رهبر خرد را تعریف کرد.
مهدی محقق، استاد فلسفه می‌گوید: «من در سال ۱۳۲۵ زمانی که تحصیل می‌کردم و شرح منظومه منطق را می‌خواندم. در صدد برآمدم که کتابی بیابم که منطق را به فارسی توضیح داده باشد. سرانجام، رسیدم به کتاب رهبر خرد این کتاب، خیلی از مشکلات منطقی که من داشتم را برطرف کرد.
سالها بعد من با مرحوم شهابی بیشتر آشنا شدم. وی در سال ۱۳۴۶ یک جلد رهبر خرد را خوشنویسی کرد و به من داد. در همان وقت به همکار ژاپنی من، پروفسور توشی‌هیکو ایزوتسو، یک جلد از این کتاب را داد.»
پروفسور توشی‌هیکو ایزوتسو گفت: «این بهترین کتابی است که من در منطق دیدم. او سپس تقریراتی به زبان ژاپنی بر این کتاب نوشت در دوره دکترای الهیات، مرحوم شهابی استاد شفای ابن سینا بودند و من کتاب شفا را نزد ایشان خواندم.»
عبدالله انوار دربارهٔ شهابی می‌گوید:
«استاد به قدری مسئله قضاوت در اسلام را دقیق بحث می‌کردند، که من فهمیدم این کار باید واجب کفایی باشد. در فرهنگ اسلامی نظر به دو چیز است علوم عقلی و علوم نقلی. استاد شهابی در هر دو فقیه بودند. فقهی که ایشان به ما درس می‌داد آنقدر دقیق بود که از مراجع هم کاملتر بحث می‌کرد. چیزی که در وی خیلی معروف شده مسئله منطق و کتاب رهبر خرد است که یکی از دو کتابی است که در فارسی دربارهٔ منطق نوشته شده‌است.»
شهابی در فقه کتابی به نام ادوار فقه (در ۳ جلد) دارد، او معتقد است که فقه امری است که باید دائماً تحول پیدا کند چون بر اعمال انسانی نظارت می‌کند. اعمال انسانی دائماً در حال تغییر هستند و فقیه هم باید دائماً از لحاظ آشنایی با قواعدی که می‌خواهد اثبات کند با مردم در تماس باشد.
چند چیز بر فقیه واجب است یکی زمانشناسی فقیه که باید به زمان روز جامعه باشد، چنانچه خیلی از اتفاقاتی که زمانی وجود داشت، امروز وجود ندارد. امروز ما در باب بردگی حکم فقهی نداریم. امروز روابطی که انسانها باهم دارند روابط انسان قرن پانزدهم نیست و تفاوت زیادی با آن نوع رابطه دارد. فقه را اگر با منطقش قبول نکنیم تبدیل به علمی می‌شود که مردم را زده می‌کند. ‏
خانم فرشید افشار پژوهشگر و حقوقدان می‌نویسد: «تبحر و تسلط استاد بر اصول و قواعد فقه و وسعت معلومات آن جناب در رشته‌های متعدد علوم ادبی و منطق و فلسفه و کلام و دیگر علوم اسلامی بر هیچ‌کس پوشیده نیست. مطالب و مباحث دقیق و مشکل اصول و قواعد فقه را با بیانی دلپذیر ایراد می‌فرمایند و محضر ایشان برای دانشجویان بسی مغتنم است. دانشجویان با رغبتی خاص در کلاس ایشان حاضر می‌شوند و خطاب استاد به شیفتگان تدریسشان «علماء اعلام» است که با لحن شیوایی ادا می‌شود. دانشجویان ایشان را به بزرگ اندیشی و صفات درخور تمجید می‌شناسند.
توجه و علاقه ایشان به پیشرفت در امر تحصیلی دانشجو و آرزوهایشان در سیر کمال او، در خور سپاس و تحسین است و شاید هیچ عبارت و کلامی در خور این سپاس یافت نشود عمر استاد سراسر مشحون از افتخار معنوی و ارشاد و تدریس دانش پژوهان بوده و در شبستان ادب گویای این شعر بوده‌اند.» ‏
| هرگز شنیده‌ای که بسازد کسی بسوز |  | ما ساختیم خرم و خوشدل که سوختیم |

افشار ادامه می‌دهد: «مقام علمی استاد با نفوذ معنویت، مورد توجه دانشجویان بوده و فروزش راه روشنشان مشعل فروزان پژوهندگانی است که در کسب کمال و دانش به دنبال خیر و صلاح و نجاح می‌گردند.
آرزو می‌کنیم، نسل ما در راهی که استاد پوئیده گام بردارد، گامهایی مطمئن و سریع؛ چه، استاد با دیروز درخشانی مشعل دار علم امروز ماست و ما وظیفه داران سر زمینمان که باید فردایمان را درخشان سازیم ضروری است در راهی که او پیموده گام برداریم.»
احمد مهدوی دامغانی می‌نویسد: «براستی بسیار جای تأسف است که آقای شهابی تا حدی مجهول القدر مانده‌است وشاید طبقه فاضله کنونی چه از جوانان و دانشجویان از شناخت فی الجمله ایشان بی بهره باشند.»

## کنفرانس در خارج
استاد شهابی در دو کنفرانس اسلامی که خارج از ایران برگزار شد، حضور داشت و سخنرانی‌هایی را ایراد کرد:
اول ـ کنفرانسی که سال ۱۳۷۶ قمری به دعوت دانشگاه پنجاب در لاهور تشکیل شد که در آن محمد معین، سعید نفیسی و فروزانفر نیز حضور داشتند. همچنین نزدیک به چهل هیئت نمایندگی از چهل کشور از بیشتر مناطق مهم جهان در آن شرکت کرده بودند. ‏
دوم ـ کنفرانسی در اورشلیم که خطابه‌هایی با موضوع فلسطین و الجزایر در آن مطرح شد و شهابی به عنوان نماینده سید حسین طباطبایی بروجردی در آن حضور یافت. در آن هنگام، هنوز بخش اعظم اورشلیم به قلمرو اسرائیل نپیوسته بود. ‏

## همسر و فرزندان
همسر محمود شهابی، دختر دکتر ابوالحسن خان معروف به «معتمدالاطبا» بود‎. او جزو اولین گروه زنان بود که به دبیرستان می‌رفتند، زبان فرانسه را هم خوب می‌دانست و تحصیلات بالایی داشت‎. نتیجه این ازدواج ۳ فرزند است: مسعود شهابی، منصور شهابی و فرخنده شهابی.
«وقتی استاد به خواستگاری می‌رود، خانواده خانم که تهرانی بودند، استاد را که شهرستانی بود و نشناخته بودندش، قبول نمی‌کنند. بنا به گفته خانم «راضیه سدیدی» روزی در خیابان در پشت شیشه یک کتابفروشی کتاب رهبر خرد استاد را می‌بیند و با خود می‌گوید اگر این مرد توانسته خرد را رهبری کند، حتماً رهبر خوبی برای من و فرزندان آینده من خواهد بود. خانم دارای شخصیت بسیار قوی بود و در زمان مرحوم پدرشان هنوز نام خانوادگی مرسوم نبود، بعداً که اقوامشان اسم ستوده تهرانی را انتخاب کردند، او برای خود نام سدیدی را برگزید که به قول خودش معنی محکم می‌دهد. بعد از ازدواج بااستاد ایشان متمایل شد که تحصیلات خود را ارتقا دهد و چندین اثر منجمله کتاب خودشناسی برای خداشناسی را از خود بجا گذاشتند.» ‏ ‏

## علاقه به وطن
شهابی به وطن خود ایران و تاریخ باستان این سرزمین عاشقانه مهر می‌ورزید و همیشه این گفته پیغمبر اسلام محمد را یادآور می‌شد «حب الوطن من الایمان» او می‌گفت اگر وطن نداشته باشیم، دین خود را هم به راحتی نمی‌توانیم داشته باشیم‎. ‏
منصور شهابی می‌گوید: «زمان جنگ ایران و عراق (۱۹۸۸–۱۹۸۰) در روز حمله صدام حسین و اعراب به ایران در ۲۲ سپتامبر ۱۹۸۰ میلادی، استاد که مریض بودند بقدری ملتحب و شوریده حال شدند و حالشان چنان خراب شد که من مجبور شدم پدرم را چند روزی در بیمارستان بستری کنم. پدر با صدایی ضعیف مرتب تکرار می‌کرد: «پروردگارا ایرانیان و ایران زمین را حفظ کن.» ‏
او همیشه نزدیکانش را به استفاده از پارچه‌های کازرونی که ساخت ایران بود، بجای پارچه‌های بافت انگلیسی تشویق می‌کرد و خودش هم همیشه از پارچه‌های بافت ایران استفاده می‌کرد.
شهابی بسیار ساده زندگی می‌کرد و ساده می‌پوشید و تنها استادی بود که کلاه شاپو به سر می‌گذاشت و کتی بلند می‌پوشید او همیشه شال گردن و عصایی در دست داشت.
در اتاقی که روزهای جمعه و گاهی هم عصر پنج‌شنبه و عیدهای ملی و مذهبی، میزبان میهمانانی از کارمند جزء اداره گرفته تا وکیل و وزیر و امرای ارتش بود، به جز هزاران جلد کتاب و صندلی‌های چوبی که دور تا دور کتابخانه‌اش چیده شده بودند، تجمل دیگری نداشت. در اواخر حتی تخت خوابش را هم به اتاق کتابخانه منتقل کرده بود. ‏

## نگرش‌های شهابی دربارهٔ ایران در دهه ۱۹۸۰میلادی ۱۳۵۸ خورشیدی
وی بر اساس دانش علمی، دینی، معنوی و فلسفی و عشق خالصانه ای که به بشریت، جامعه و میهنش ایران می‌داشت، از اعدام‌ها و فعالیت‌های افراط گرایی در زمان انقلاب ایران در سال ۱۳۵۷ وسال‌های بعد از آن به شدت ناراحت و اندوهگین بود و در شگفت بود که این افراد چگونه می‌توانند فکر کنند، خود رامتدین بدانند و چگونه آنها می‌توانند مردان و زنان و مغزهای متفکر و تحصیل کرده را که فرزندان این سرزمین (ایران) هستند به نام دین بکشند.
او می‌گفت و فکر می‌کرد که این افراد به خاطر منافع شخصی خود موجودیت کشور (ایران) و دین را به خطر می‌اندازند و در نتیجه آن را به نابودی کامل می‌کشانند.
از نظر او، همه احکام، همه قوانینی که برای حذف انسان‌ها در نظر گرفته شده، مغایر با دین و کرامت انسان در قرن بیستم است. او از نزدیک شاهد گفتگوهای شدید در مجلس ملی و مجلس سنای فرانسه در سال ۱۹۸۱ میلادی که موجب تصویب قانون حذف اعدام در فرانسه شد می‌بود
و آنراپیشرفتی مهم در تکامل جامعه و بشریت می‌دانست. ‏
شهابی در سال ۱۹۴۶ (۳۳ سال قبل از انقلاب ۱۹۷۹ ایران) در مجله ایمان، شماره ۱۷، فروردین ۱۳۲۵ خود نوشت.
بخدا پناه بریم:
« «این همه کشمکش‌ها و نزاع‌ها که تاریخ به خود نشان داده، جز آنچه حقیقتاً به نام خدا بوده، همه برای تحکیم مبانی سیادت و سلطنت و فرمانروائیِ افرادی معدود به وقوع پیوسته‌است که افراد بسیاری را یا گول‌زده یا به وسائلی آنان را مسلوبُ الإختیار ساخته و در راه مقاصد شخصی خویش به کار انداخته و بالاترین سرمایهٔ ایشان را، که زندگی باشد، نابود و تباه ساخته‌اند.»»
« «شگفت این است که همهٔ این زد و خوردها و تمام این داد و فریادهای شخصی را با زبردستیِ بی نظیری به عنوان خدمت به خلق! و جهاد در راه آسایش و آزادی و راحتی بشر جلوه داده‌اند! و بیچاره بشر جاهل یا عاجز، شاید گول خورده و به ریش خود گرفته و از زمامداران بی حقیقت، خودخواه و خودپسند و راحت طلب سپاسگزاری کرده‌است!!»»

## آثار
استاد محمود شهابی دارای تالیفات متعددی به عربی، فارسی و انگلیسی است که از همه معروف تر کتاب «رهبر خرد» در دانش منطق و «ادوار فقه» در تاریخچه فقه است. وی در ابیاتی برخی از آثار تألیفی خویش و موضوعات دانشی خود را بدین صورت ذکر کرده‌است: ‏
| به منطق رهبری کردم خرد را…   |  | نوشتم دوره‌های فقهدانی        |
| ز عرفان و اصول و فقه و حکمت  |  | بدیع و هم بیان و هم معانی    |
| ز تاریخ و ادب، تفسیر و تحدیث |  | بکردم حل مشکل گر بخوانی      |
| به توحید و نبوت هم امامت     |  | حجج آورده‌ام محکم مبانی       |
| غزل‌ها و قصاید نغز و پرمغز    |  | چه خود گفتم چه گرداندم زبانی |

از آثار وی است:
- ادوار فقه (سه جلد، ۱۳۶۲)؛
- رساله بود و نمود (در فلسفه، ۱۳۳۲) مشتمل بر چند مبحث از مباحث ماهیت و وجود،
- رهبر خرد (در منطق، ۱۳۱۳)،

تصحیح چندین اثر از ابن سینا،
فصلی از کتاب
- اسلام صراط مستقیم از کنت مورگان، (فصل ۵ از صفحه ۱۸۰ تا صفحه ۲۲۴) این کتاب در چندین دانشگاه غربی تدریس می‌شود
- زنده عشق، آخرین اثر او که در خارج از کشور و در اواخر عمر با نیت نوشتن نوعی شرح حال و زندگینامه آغاز می‌شود، اما به‌طور کلی متن آن دربارة عشق، عشق انسان به کمال، تجرد نفس و فطرت و خداشناسی است و در اثنای این مطالب، داستان‌ها و خاطره‌هایی گوناگون هم نقل شده‌است را یاد کرد. ‏[۱۰]

## اهدای کتب به آستان قدس و به کتابخانه ملی
یکسال پس از فوت استاد شهابی در سال ۱۳۶۵ شمسی در فرانسه، به درخواست منصور شهابی و دیگر فرزندان او، مجموعه کتاب‌های کتابخانه شخصی شهابی که منجمله شامل بسیاری از کتاب‌های خطی و نادر هم بود توسط وکیل فرزندان در ایران آقای دکتر آذریان به کتابخانه مرکزی آستان قدس رضوی هدیه شد.
در تاریخ ۲۹ مرداد ۱۳۹۶ ش وسپس درسال ۱۳۹۹ ش کلیه آثار محمود شهابی هم از طرف فرزندان به اداره کل کتاب‌های نادر و نسخ خطی سازمان اسناد و کتابخانه ملی ایران برای نگهداری در مکانی معین بنام استاد هدیه شده‌است. مجموعه‌ای که در لا بلای آن برخی آثار منتشر نشده او مانند فرهنگ اصطلاحات حقوقی به چشم می‌خورد. همچنین دست نوشته‌های منطقی وی همچون خرد سنج و دانش‌سرا نیز در اختیار کتابخانه ملی قرار گرفت. ‏

## شاگردان
حقوقدانان، قضات عالی‌رتبه و وکلا که از سال ۱۳۱۸ به بعد دانشکده حقوق تهران بپایان رسانده‌اند افتخار شاگردی ایشان را داشته‌اند.
مهدی محقق، سید احمد فردید، محسن جهانگیری، ناصر کاتوزیان، جعفر سجادی، دکتر لطیف زاهدی از جمله شاگردان شهابی هستند.
از شوخی‌های او به قضات فارغ‌التحصیل این بود که می‌گفت:
| قاضی شدن چه آسان ! |  | انسان شدن چه مشکل ! |

حسن بلخاری رئیس انجمن آثار و مفاخر فرهنگی (در سال ۱۳۹۵) در مورد او می‌گوید: «تردیدی نیست، استاد شهابی قطعاً به علم حقوق معاصر ایران حق بزرگی دارد. وی در یک روایت در دوران تدریسش سالی ۴۰ حقوقدان تربیت کرده‌است.» ‏
- شیرین عبادی:[۱۴] جایزه صلح نوبل در سال ۲۰۰۳ میلادی
- سیمین بهبهانی:[۱۴] یکی از چهره‌های مهم شعر ایران در قرن‌های۲۰و۲۱.
- فرشید افشار
- دکتر علی اکبر شهابی
- خلیل ملکی
- سید محمد بهشتی
- علی شریعتمداری
- نورعلی تابنده
- ناصر کاتوزیان: پدر علم حقوق ایران
- سید حسن امین
- علی‌اصغر فقیهی
- مهدی محقق
- سید احمد فردید
- محسن جهانگیری
- محمد حسین ساکت
- عبدالله انوار
- سید موسی صدر
- مرتضی کاخی
- محمد دهش
- پرویز صانعی

## شعر و شاعری
وی به مانند پدر خود که شهاب تخلص داشت شعر می‌سرود و تخلصش، استاد بود. ‏
بیت زیر یکی از غزلیات پدر اوست:
 
| برآ ای مهر تابان تا گریزند |  | چنین موشان که با گردون ستیزند |

  
و شهابی می‌گوید: ‏
 
| شکر لله که به عشق تو سرافراز شدیم |  | عشق سوزان تو را درخور و دمساز شدیم |

| خام اگر پخته شد و سوخت به فرجام ز عشق |  | پختگی بود که ما سوخته ز آغاز شدیم |

| عشق ار اعجاز کند زنده یقین عظم رمیم |  | جاودان زنده چو «استاد» ز اعجاز شدیم |

و بالاخره هیچ نوشته‌ای نمی‌تواند وصف حال شهابی را به‌خوبی یکی از آخرین اشعار خود او توصیف نماید: ‏
| عمرم اکنون فزون ز هشتاد است  |  | چیزها از گذشته‌ها یاد است            |
| بارها این تن و همه اندام     |  | متبّدل شده ست چون ایام               |
| همه اجزای تن شده تجدید       |  | نیست این گفته درخور تردید           |
| آنچه باقی است در همه احوال   |  | وان بود مبدأ همه افعال              |
| آن همان است کش تو «من» خوانی |  | وان که خود را بدان تو «خود» دانی    |
| آن روان است و نفس پاک از جسم |  | «روح» و «عقل» است هم مر آن را «اسم» |
| جسم نبوَد که آیدش تحلیل       |  | نیست صورت که تا شود تبدیل           |
| چون به خود آمدم کنون دانم    |  | وین سخن از زبان جان خوانم           |
| من همانم که بودم و هستم      |  | نی تن و سر، نه پایم و دستم          |
| ز اخشیجان نی‌ام، نه هم خاکم   |  | عرشی‌ام، پاک‌تر ز افلاکم              |
| تابشی ز آفتاب مکنونم         |  | جلوه‌ای از جمال بی چونم              |
| پاک و عریانم از عوارض جسم    |  | به من آموختند آن همه اسم            |
| ذره‌ام، قطره‌ام، نمم از یم     |  | موج یا سایه‌ام؟ نمی‌دانم              |
| آنچه دانم که من نی‌ام از خود  |  | هم به خود نیستم، یقینم شد           |
| هستی از خود نیافتم به یقین   |  | من نپایم به خود، همین و همین        |
| هستی از دیگری رسید به من     |  | هم به او هستمی بدون سخن             |
| پیش از این هیچ بودم و نا بود |  | بی‌خبر آمدم چنین به وجود             |
| من نبودم، کنون نباشم هم      |  | این سخن روشن است، نی مبهم           |
| بارالها، کرامتی فرما         |  | بعد از آن هم ز رحمتت بر ما          |
| خودشناسم کن و خدای‌شناس       |  | تا شود «هستی» ام بزرگ سپاس          |

## در عرصه روزنامه‌نگاری
محمود شهابی در دهه بیست تا سی شمسی مجله ایمان را منتشر می‌کرد و نویسندگان مشهوری چون مهدی بازرگان در این نشریه دینی و مذهبی و اجتماعی قلم می‌زدند.

## سال‌های پایانی و درگذشت[۱]‏
| یک جهان دانش و خرد افسوس |  | از فروزندگی بشد خاموش |

محمود شهابی خراسانی هفت سال آخر زندگیش را در فرانسه، در نزد، یکی، از فرزندان خود منصور شهابی زندگی کرد. در این دوران کتاب زنده عشق را که نگارش آن را در زمان ۳ ماه اقامتش در شهر
گلندل نزدیک لوس آنجلس و بعد از آن پیش پسر بزرگش مسعود شهابی درکورت مادراشروع کرده بود، در شهرمولوز، در فرانسه به اتمام رساند. این کتاب بعد از فوت وی در تهران به چاپ رسید. ‏
استاد درروز شنبه ۴ مرداد سال ۱۳۶۵ ش (۲۶ ژویه ۱۹۸۶ میلادی) و در سن ۸۵ سالگی در مولوز، فرانسه زندگی را بدرود گفت.
در بعضی از مقالات چاپ شده در ایران نوشته شده بود که:
«نوشته‌ای ازاستاد پیدا شده‌است که در آن حمل جسد را حرام دانسته‌است» ،لذا جسد او به ایران منتقل نشد.
بگفته فرزندان وی این مطلب کاملأ غلط است وحقیقت ندارد هیچ نوشته‌ای از آن مرحوم در این مورد وجود ندارد.
واقعیت اینست که روز فوت استاد در مولوز «ژاک شیراک» «Jacques Chirac» نخست‌وزیر و سپس رئیس‌جمهور فرانسه (از ۱۷ مه ۱۹۹۵ تا ۱۶ مه ۲۰۰۷ قمری) که در آ ن وقت شهردار پاریس بود پس از اطلاع به فوت شهابی بلافاصله اجازه صادرکرد که پیکر استاد از مولوز به پاریس منتقل بشود تا در «گورستان پر-لاشز»
«Père Lachaise» دفن شود.
ولی قبلأ شهابی در نامه ای برای فرزندش نوشته بود که:
«خیلی بر من ناگوار است که بعد از مرگ خویش هم باز زحمتی برای منصور عزیز تولید کنم، لیکن دلم می‌خواهد اگر در این دیار مرگ را دیدار کنم، با اینکه از نظر دینی و علمی بعد از مرگ در هر جا لاشه انسان باشد فرقی ندارد، ولی برای حفظ حیثیت بازماندگان می‌خواهم در قبرستان مسلمین باشم. در پاریس یقیناً مسلمین قبرستان دارند. اگر زیاد زحمت نباشد، جنازه من به پاریس برده و در آنجا دفن شود. به هر حال این قسمت وصیت نیست که از جنبه دینی حکم باشد و وجوب بیاورد، بلکه میل و دلخواهی است که به اعتبار حیثیت شماها در نظرم آمده‌است».
چون در این نامه وی مقیداست که در منطقه مسلمانان دفن شود و چون در گورستان پر-لاشز قسمتی مشخص برای مسلمانان وجود ندارد و با اینکه در این قبرستان جا از طرف شهردار پاریس معین شده بود، منصور شهابی از «ژاک شیراک» تقاضا می‌کند که اجا زه دفن استاد را در آرامگاه خانواده شهابی در بزرگ قبرستان پاریسی تیه در قسمت مسلمانان بدهد‎.
پس از موافقت شخصی «شیراک» جنازه از مولوز به پاریس حرکت داده می‌شود و در روز جمعه ۱۰ مرداد سال ۱۳۶۵ ش (اول اوت ۱۹۸۶ میلادی) با حضور فرزندان، عده کثیری از فامیل، دوستان منجمله دکترمحمد علی هدایتی، دکترمرتضی کاخی، دکتر آیتی وگروه زیادی از شاگردان ایشان تشییع و در آرامگاه دائمی بخاک سپرده می‌شود.
دوماه پس از فوت استاد همسر ایشان خانم را ضیه شهابی «سدیدی» در تاریخ شنبه ۲۷ سپتامبر ۱۹۸۶ میلادی در مولوز فوت کرد و پیکر او هم باموافقت شهردار وقت پاریس به پاریس منتقل و در مقبره خانوادگی شهابی درگورستان تیه پاریس دفن شد.

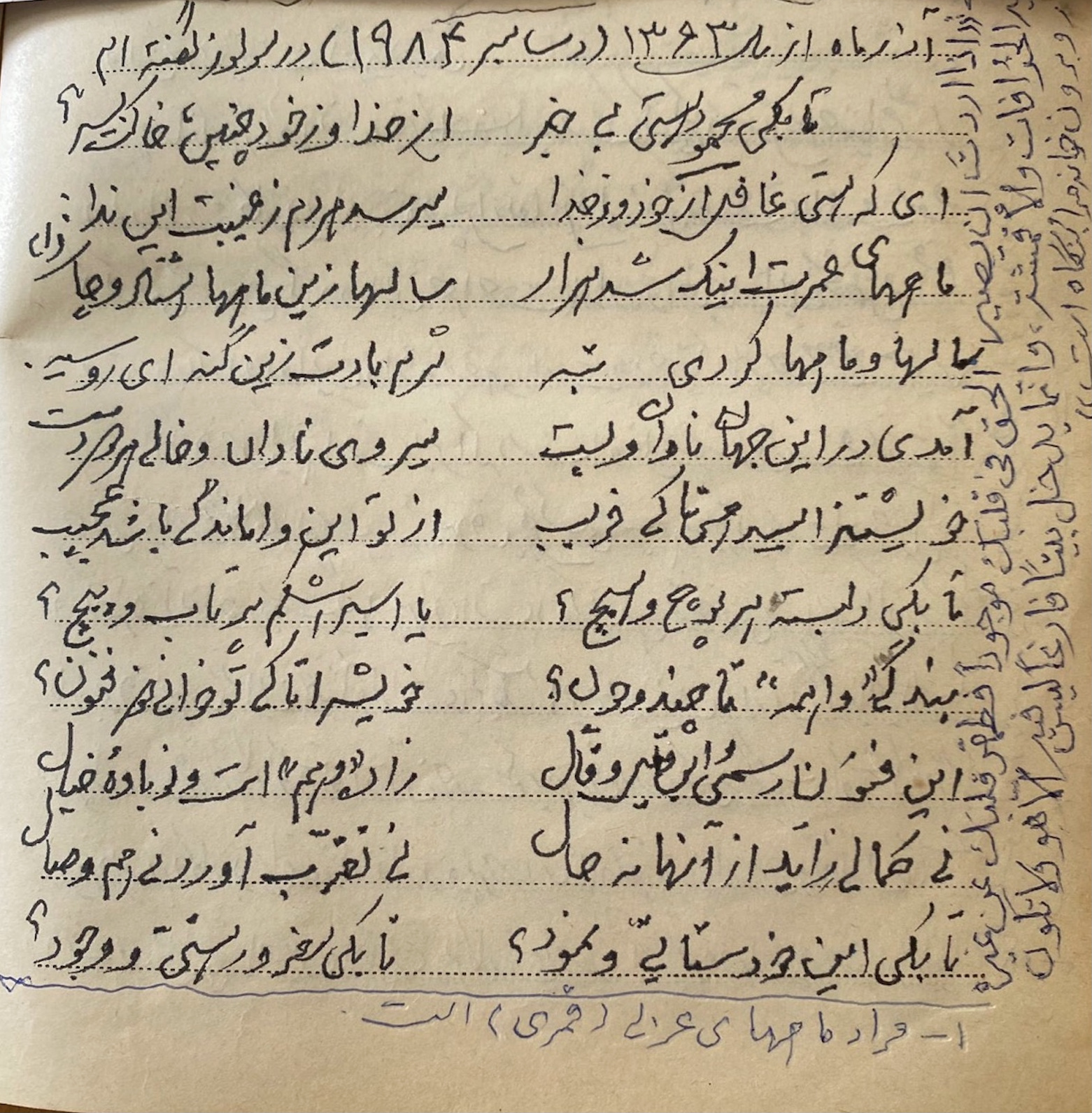
نسخه خطی شعری ازاستاد که در سال ۱۹۸۴ در مولوز، فرانسه گفته‌است‏

| تابکی محمودهستی بی‌خبر        |  | از خدا وز خود چنین، خاکت بسر؟ |
| که هستی غافل از خود وز خدا   |  | می‌رسد هر دم ز غبت این ندا     |
| عمرت اینک شد هزار            |  | سالها زین ماه‌ها هشتاد وچار[۱] |
| وماه‌ها کردی تبه              |  | شرم بادت زین گنه ای رو سیه    |
| در این جهان نادان وپست       |  | می‌روی نادان وخالی هر دو دست   |
| می‌دهی تا کی فریب             |  | از تو این وا ماندگی باشد عجیب |
| دلبسته هر پوچ وهیچ؟          |  | پا اسیراشکم پر تاب وپیچ؟      |
| واهمه تا چند وچون؟           |  | تا کی تو خوانی نو فنون؟       |
| باین فنون رسمی واین قیل وقال |  | زاده «وهم» است نو باوه خیال   |
| کمالی زاید از آنها نه حال    |  | نی تقرب آوردنی هم وصال        |
| تا بکی این خود ستایی ونمود؟  |  | تا بکی مغرور هستی و وجود؟     |

## نگارخانه

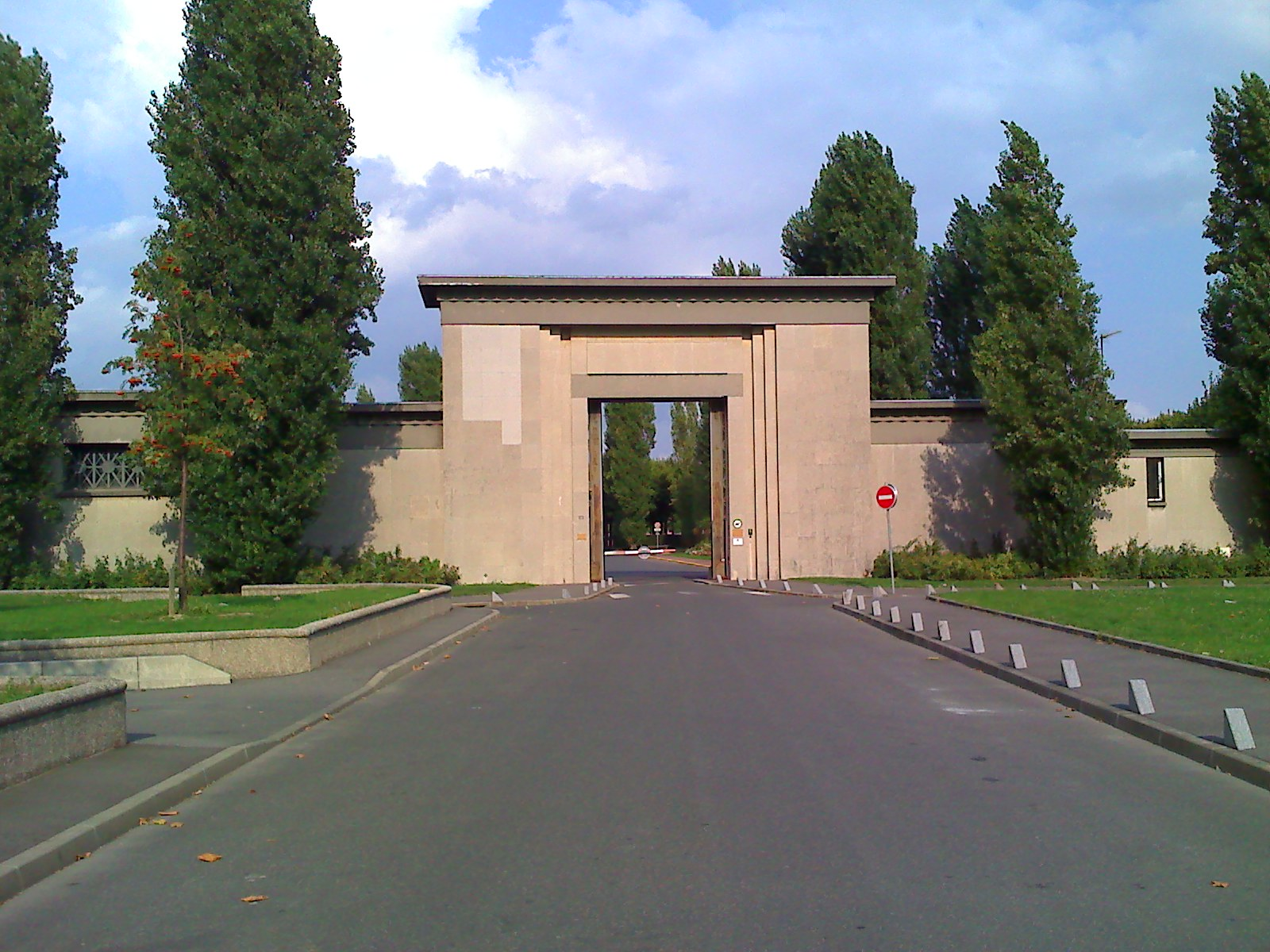
ورودی گورستان تیه پاریس
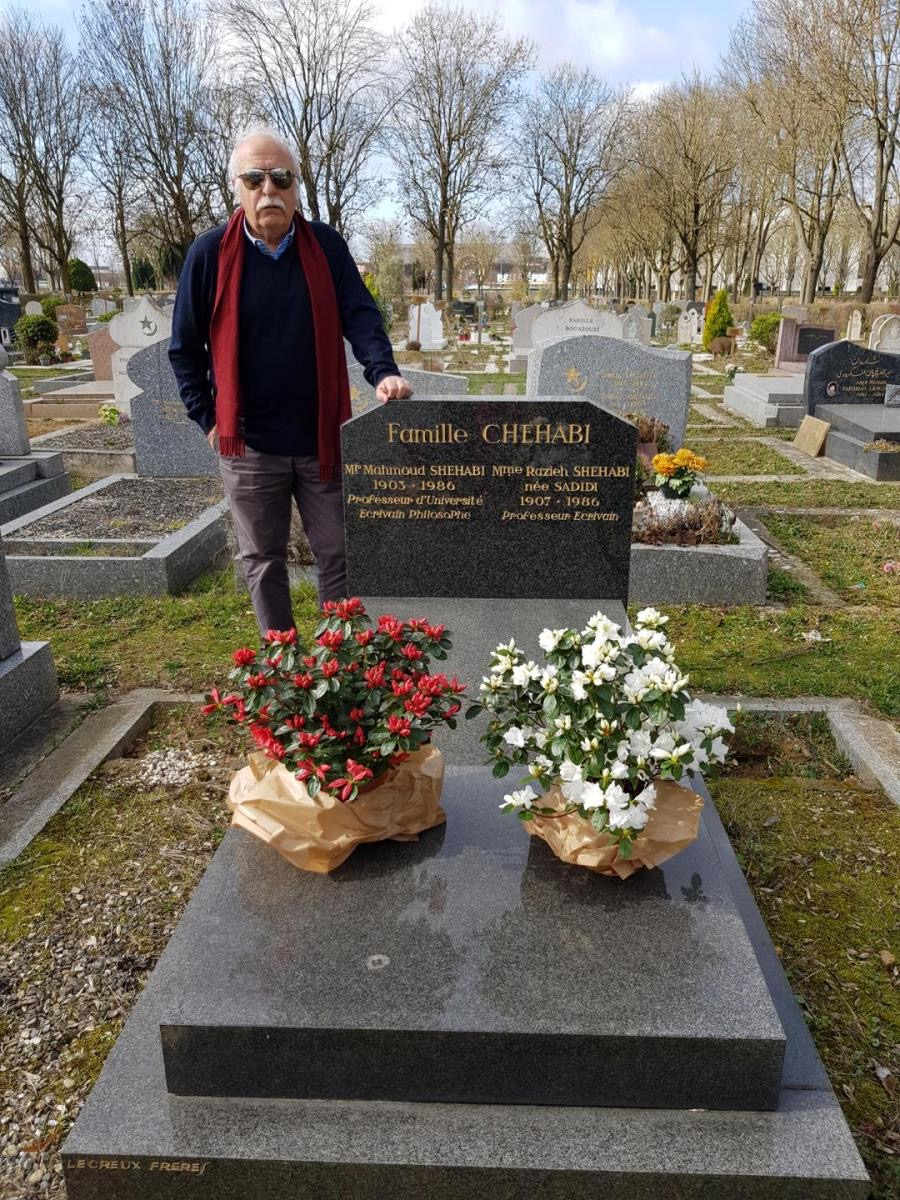
آرامگاه محمود شهابی در پاریس درگورستان تیه پاریس در آرامگاه خانوادگی شهابی و در قسمت مسلمانان منطقه ۱۰۱، ردیف ۱۶.
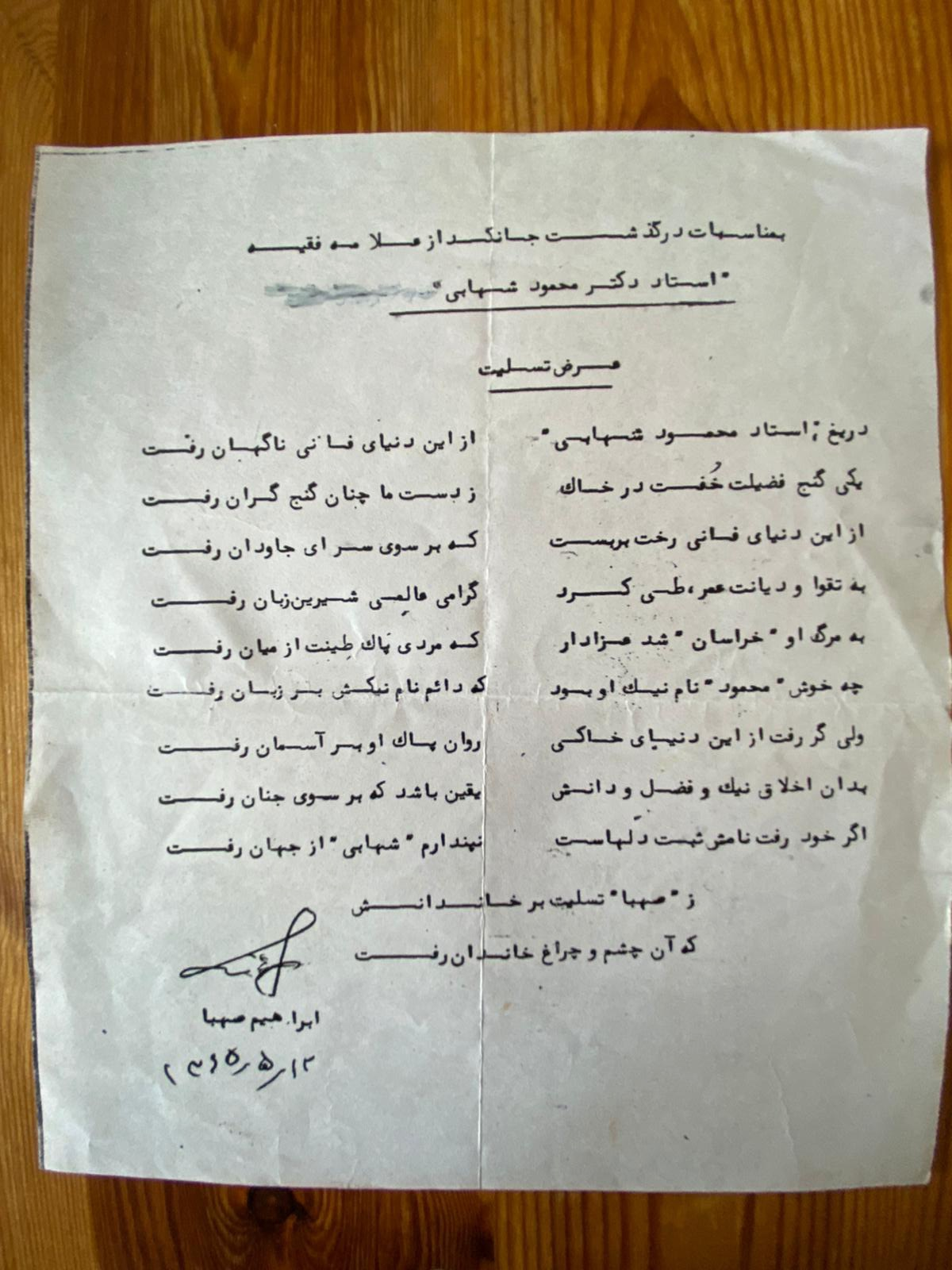
عرض تسلیت شعری از   << ابراهیم صهبا >>        بمناسبت در گذشت محمود شهابی
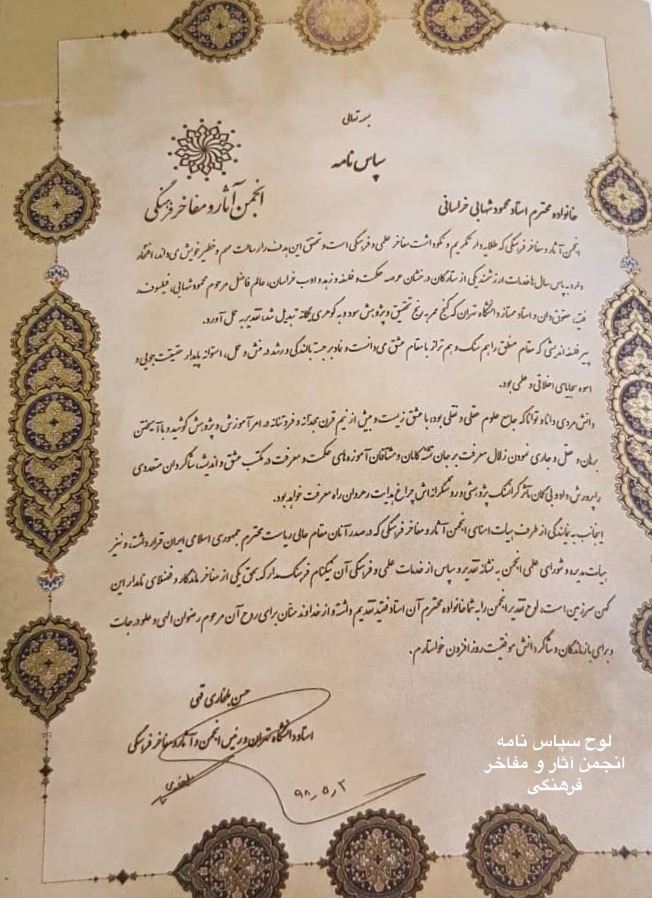
لوح تقدیمیانجمن آثار و مفاخر فرهنگی به خانواده استاد محمود شهابی
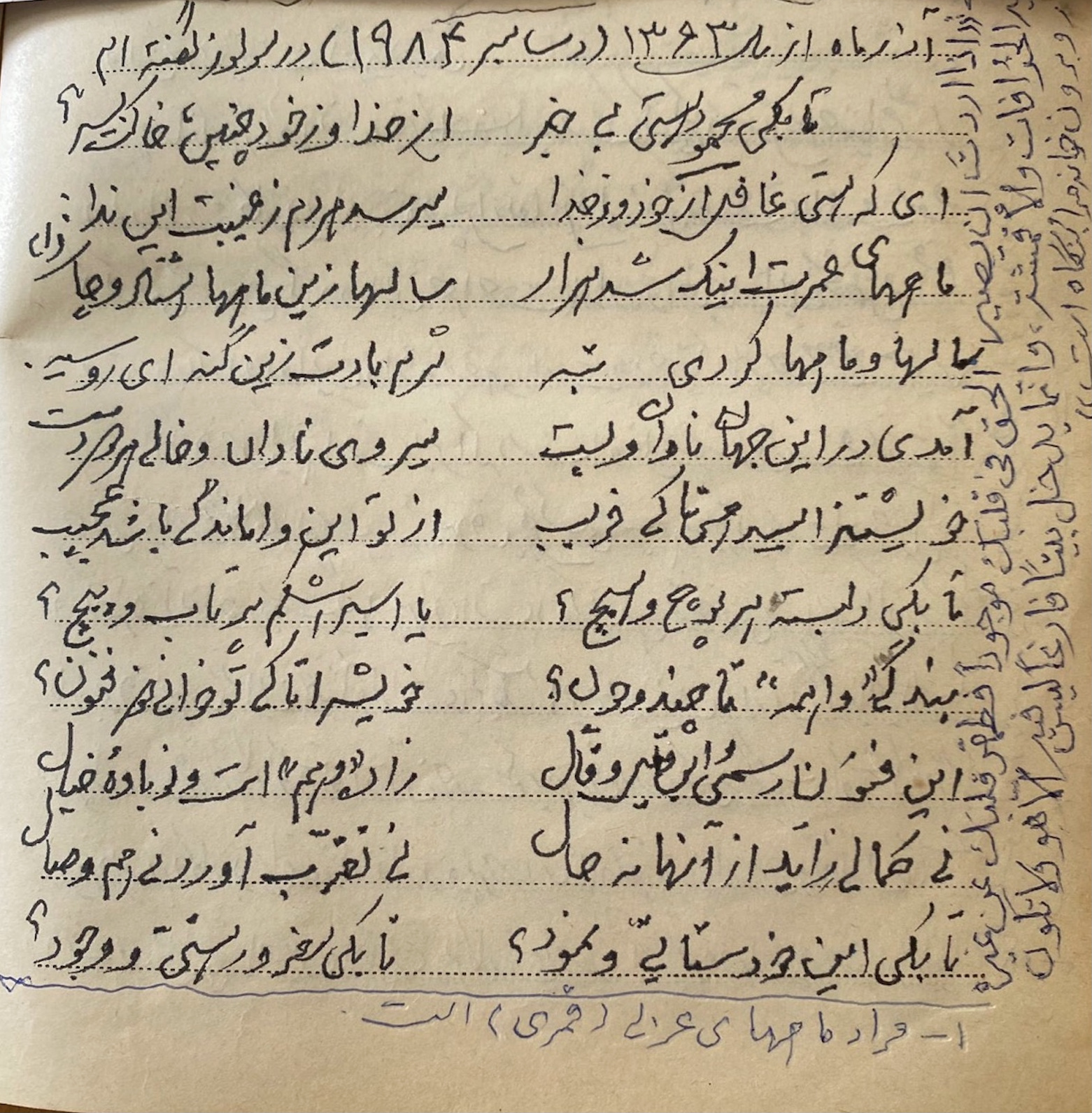
نسخه خطی شعری از استاد که در سال ۱۹۸۴ در مولوز ، فرانسه نوشته شده
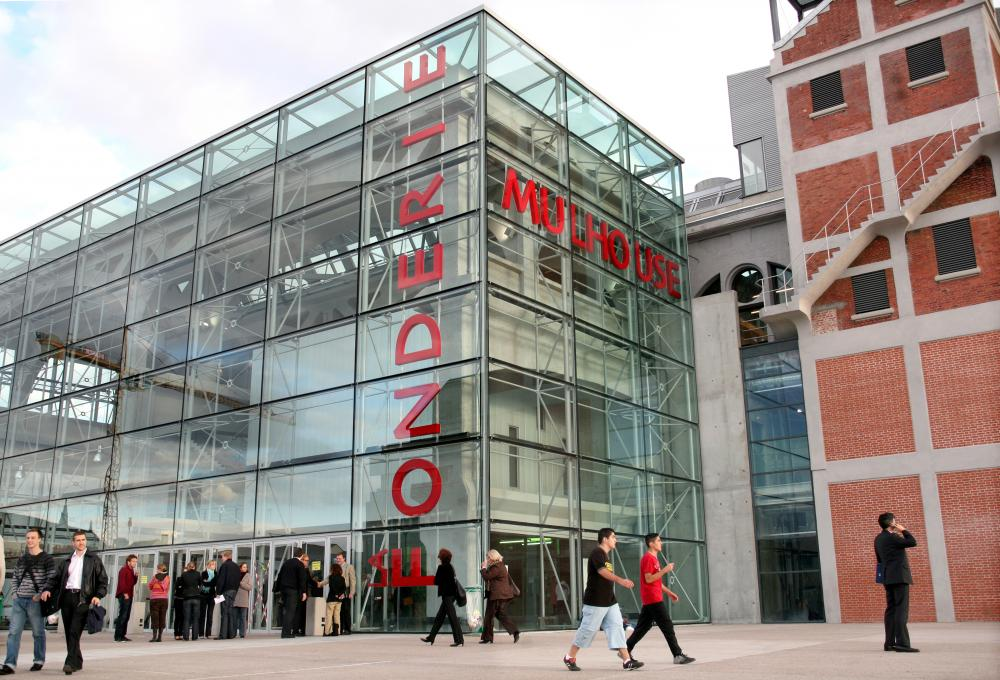
محوطه دانشگاهمولوز